# Goldschmaus Gruppe
Die Goldschmaus Gruppe ist eine Unternehmensgruppe der Fleischwirtschaft. Operative Muttergesellschaft der Unternehmensgruppe ist die Böseler Goldschmaus GmbH & Co. KG mit Sitz in Garrel im Oldenburger Münsterland.
Die Goldschmaus Gruppe erwirtschaftete 2023 einen Umsatz von 726 Mio. Euro und rangierte damit unter den 20 umsatzstärksten Unternehmen der Fleischwirtschaft.

## Geschichte
Durch den Zusammenschluss von drei Dutzend Landwirten aus der Region Bösel ist 1988 eine Erzeugergemeinschaft mit einer Kapazität von 35.000 Schweinen je Halbjahr gebildet worden. Die Gemeinschaft gründete 1993 die Böseler Goldschmaus GmbH & Co. KG und übernahm ein Fleischzentrum, das modernisiert und 2006 durch ein Gefrierhaus ergänzt wurde.
2007 wurde ein neues Fleischwerk mit Kühltunnel errichtet, 2010 folgte ein Neubau für die Schinkenzerlegung, 2016 ein neues Tiefkühllager mit Förderbrücke und der Neubau einer Kuttelei.
2011 wurde der Futtermittelhersteller GS Agri als Gesellschafter aufgenommen.

## Organisation
Die Böseler Goldschmaus GmbH Co. KG betreibt den Schlacht- und Zerlegebetrieb für Schweine in Garrel sowie einen entsprechenden Betrieb für Rinder in Oldenburg. Die Goldschmaus Natur GmbH & Co KG ist der Betrieb für die Verarbeitung von Wurstwaren, SB-Fleisch, Logistik und Belieferung des Lebensmittel-Einzelhandels und wird von der Goldschmaus Gruppe Verwaltungs-GmbH als Gesellschafter operativ geführt, Kommanditist ist die Böseler Goldschmaus GmbH & Co KG in Garrel, die ebenfalls von der obigen Verwaltungsgesellschaft geführt wird und an der die Böseler Qualitätsfleisch GmbH in Oldenburg sowie die F + W Beteiligungsgesellschaft in Garrel und die GS Landhandel in Schneiderkrug als Kommanditisten beteiligt sind.
Daneben betreibt die Garreler Goldschmaus Logistik GmbH & Co. KG eine unternehmenseigene Spedition.

## Gesellschafter
Gesellschafter der Unternehmensgruppe sind die Böseler Qualitätsfleisch GmbH (52 %) sowie die Futtermittelhersteller Fleming + Wendeln (24 %) und die GS Landhandel AG (24 %).

## Produktion
Das Unternehmen verarbeitet Fleisch von landwirtschaftlichen Betrieben, die ausschließlich in regionalen Erzeugergemeinschaften organisiert sind. Seit 2013 erfolgt die Vermarktung unter Die Marke der Bauern Goldschmaus.
2020 wurden 33.000 Rinder und 1,7 Millionen Schweine verarbeitet, davon wurden 45 Prozent exportiert, insbesondere Bäuche, Köpfe und Pfoten, während die Edelteile, wie Schinken, Nacken, Lachse und Filet, in Deutschland blieben.
Die Böseler  Qualitätsfleisch GmbH, Garrel, erzielte 2020 allein durch den Handel mit Ferkeln und der Vermittlung von Schlachtschweinen und Großvieh an die Fleischzentren in Garrel und Oldenburg einen Umsatz von 135 Millionen Euro.
Im Ranking der größten deutschen Schlachtbetriebe wurde die Goldschmaus Gruppe 2019 und 2020 auf Rang 6 geführt.

## Zertifizierung
Das Unternehmen wurde 2019 einer Prüfung durch die Meat and Food Abteilung der SGS Germany unterzogen und erhielt das Qualitätssiegel für Fleisch und Fleischwaren (gültig bis 20. September 2022).
Seit 2021 wird das Gütesiegel Pro Weideland verwendet.
Die Goldschmaus Gruppe ist Partner des 2021 begonnen und auf zwei Jahre angelegten Projekts 5G Nachhaltige Agrarwirtschaft im Programm 5G Innovationswettbewerb des Bundesministeriums für Verkehr und digitale Infrastruktur am Standort der Universität Vechta.

## Kritik
Der geplante Neubau von zehn Doppelhaushälften für Mitarbeiter ist bei Anwohnern auf Kritik gestoßen.